# Ursia noctuiformis
Ursia noctuiformis är en fjärilsart som beskrevs av Barnes och Mcdunnough 1911. Ursia noctuiformis ingår i släktet Ursia och familjen tandspinnare. Inga underarter finns listade i Catalogue of Life.